# Навасфріас
Навасфріас (ісп. Navasfrías) — муніципалітет в Іспанії, у складі автономної спільноти Кастилія-і-Леон, у провінції Саламанка. Населення — 517 осіб (2010).

## Географія
Муніципалітет розташований на португальсько-іспанському кордоні.
Муніципалітет розташований на відстані близько 260 км на захід від Мадрида, 120 км на південний захід від Саламанки.

## Демографія
Динаміка населення (INE ):

## Галерея зображень

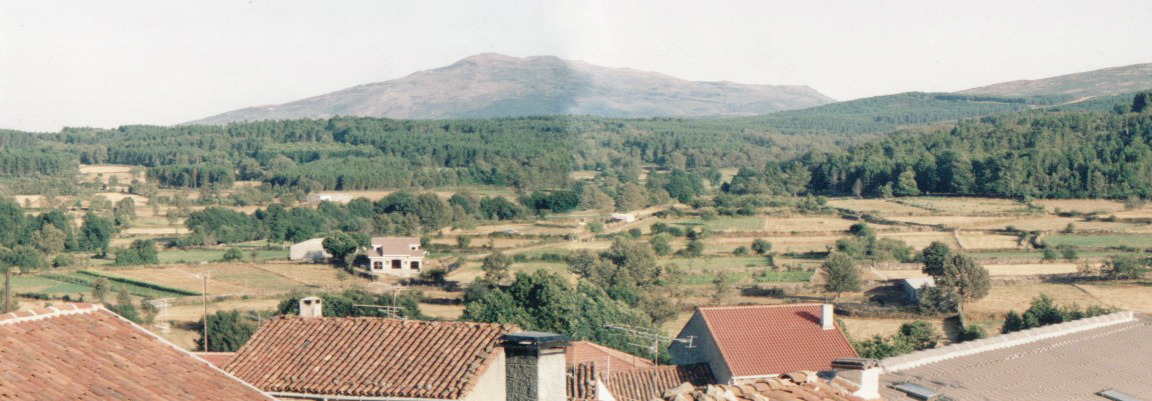
Гора Халама

## Зовнішні посилання
- Navasfrias.net  [Архівовано 28 січня 2022 у Wayback Machine.]
- Посилання на Google Maps